# Nacionalismo étnico

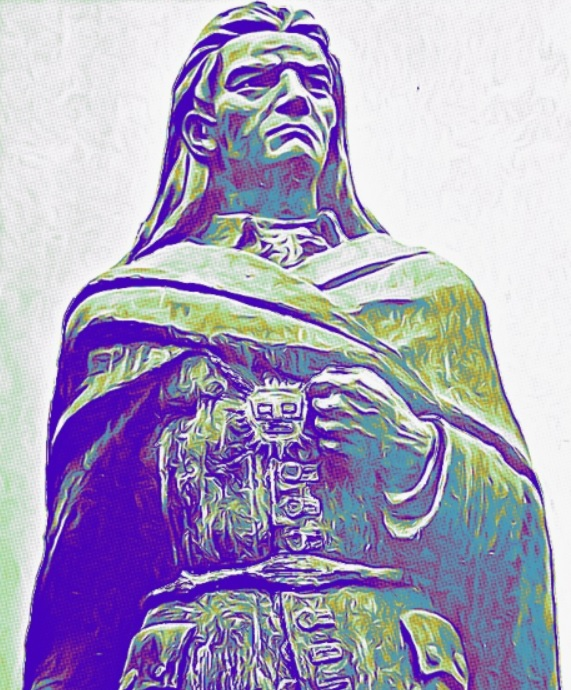
Túpac Amaru II encabezó la mayor rebelión independentista en el Virreinato del Perú. Fue el primero en pedir la libertad de toda Hispanoamérica de cualquier dependencia, tanto de España como de su monarca, implicando esto no solo la mera separación política sino la abolición de los impuestos (mita minera, reparto de mercancías, obrajes), de los corregimientos, alcabalas y aduanas. Además, decretó la abolición de la esclavitud negra (16 de noviembre de 1780).

El nacionalismo étnico, también conocido como etnonacionalismo, es una forma de nacionalismo donde la idea de una "nación" está definida en los términos de una etnia. La teoría principal de esta idea política es que "las naciones son definidas por una herencia compartida" la cual usualmente incluye la herencia lingüística, una religión común, una "herencia genética común" y "ancestros genéticos comunes". Esto a su vez incluye una serie de ideas con respecto a la cultura compartida entre miembros de un grupo con sus ancestros; sin embargo, es totalmente diferente de las definiciones puramente culturales de "la nación" (en la cual los habitantes que no tienen lazos ni rasgos de una nación son asimilados culturalmente) y de las definiciones puramente lingüísticas (en la que "la nación" está compuesta por los hablantes de un idioma específico y/o de origen compartido). El nacionalismo étnico  muestra diferencia con el nacionalismo liberal o civil.

## Historia
Heródoto fue el primero que definió las características principales de la etnicidad, con su famoso relato donde define a lo que se puede considerar una identidad griega, en la que enumera como características principales de su teoría aspectos tales como el parentesco y/o lazos sanguíneos (ὅμαιμον (significado: ‘"o de la misma sangre"’; literalmente ‘"homaimon"’)), el lenguaje (ὁμόγλωσσον (significado: ‘"que hablan el mismo idioma"’; literalmente ‘"homoglōsson"’))), y que guardan una cultura y costumbres comunes (ὁμότροπον (significado: ‘"que tienen unas costumbres similares y/o iguales"’; literalmente ‘"homotropon"’)).

## Características
El tema central del nacionalismo étnico es que los grupos étnicos pueden identificarse indiscriminadamente, y que cada uno de estos grupos está creado sobre la base de la autodeterminación. La llegada de éste derecho se dio de diferente forma y puede variar enormemente, desde la creación de los cuerpos de poder auto-regulados dentro de una sociedad completamente establecida, hasta llegar a una entidad de carácter autónomo separada de hecho dentro de la misma sociedad, llegando hasta la forma de un estado soberano que ha sido escindido de dicha sociedad. En la diplomacia, es a su vez considerado como la figura proveniente de una serie de políticas y/o movimientos que luchan en base al derecho de redención nacional y que reclaman una patria común basada en su etnicidad.
En una nación-estado donde el grupo étnico detenta su legitimidad política por su estatus como la patria materna de dicho grupo étnico, le deberá garantizar, a partir de una base política y diplomática fuerte, la protección a su pueblo principal contra la colonización, persecución, sea por racismo o religión, y como una forma de garantizarle a sus conciudadanos el derecho a una vida cultural y social sin perturbaciones, y que sea compartida con sus integrantes coterráneos o iguales de grupo, lo cual no sería posible si dicho grupo fuese considerado y/o asimilado como una minoría étnica.
El nacionalismo cívico define la ciudadanía como un deber de observancia individual como parte del compromiso al recibir la calidad de ser ciudadano de un país sin ser natural de éste. En la literatura especializada, el nacionalismo étnico es usualmente contrastado por el nacionalismo cívico. Las bases de la membresía del nacionalismo étnico se dan por ser nacidos de padres nacidos en la nación originaria, por ser descendientes de herencia, y que a menudo está articulada en términos de lazos sanguíneos o de parentesco común, más que por el mero hecho de su pertenencia política. Por lo tanto, los estados-nación con una fuerte tradición de nacionalismo étnico tienden a definir la nacionalidad o ciudadanía por jus sanguinis (o leyes de sangre, a sus descendientes de una persona de dicha nacionalidad), y en países con fuertes tradiciones de nacionalismo cívico que definen el derecho de nacionalidad o ciudadanía por jus soli (leyes de naturalización por nacimiento, sin importar el estado es casi de aplicación universal). El nacionalismo étnico es, por lo tanto, visto como exclusivista, mientras que el nacionalismo cívico es más amplio, por no tener la consideración étnica como referente. En lugar de la lealtad a los ideales cívicos comunes y tradiciones culturales, en seguida, el nacionalismo étnico tiende a enfatizar las tradiciones culturales y lingüísticas de la descendencia común como su calificante.
El sociólogo Anthony D. Smith usa el término "nacionalismo étnico" para los conceptos de las culturas no-occidentales y su nacionalismo como una idea opuesta al concepto occidental de nación definida por su pertenencia geográfica al territorio. Los estudiosos de las diferentes diásporas extienden su concepto no-geográficamente aplicado a sus coetáneos dentro de su grupo a las comunidades de diásporas en el exterior, a su vez que describieron el término y/o idea de entonación o etnonacionalismo para describir la idea conceptual del colectivo de una etnia dispersa en diferentes territorios.

## En los países
El nacionalismo étnico está también presente en varios estados, que en cuyas legislaciones nacionales cuentan con leyes de repatriación. Estados como Alemania, Armenia, Bulgaria, Croacia, Estonia, Finlandia, Francia, Grecia, Hungría, Irlanda, Israel, Italia,  Irán, Japón, Rumania, Rusia, Serbia y Turquía proveen de ciudadanía automática o de una respuesta rápida a la nacionalización a los miembros de sus diásporas por ser parte de su grupo étnico mayoritario o dominantemente por su credo, si así lo desean los solicitantes. Como un ejemplo, se cita el caso de Israel y su ley de retorno, la que garantiza que cada ciudadano de ascendencia judía tiene el derecho de pedir y obtener su residencia en Israel además el de obtener automáticamente su ciudadanía.
En Alemania, el pedido de ciudadanía estará abierto para los descendientes de alemanes étnicos (para más información véase en ley de naturalización). De acuerdo a la ley de naturalización de Grecia, los descendientes de griegos pueden solicitar su ciudadanía de forma parental, es decir; concederla a sus hijos de forma hereditaria e indefinida. Además, es conocido el caso de las leyes de ciudadanía de Filipinas, según la cual se confiere la condición de ciudadano filipino a los nacidos después de octubre de 1986, que tengan al menos un padre de nacionalidad filipina.
En Colombia la calidad de nacional se adquiere en acuerdo a la legislación y tratados internacionales vigentes. Es decir, un extranjero con méritos destacados para la nación colombiana la puede solicitar, así como si ya lleva más de cinco años de residencia en el país. Así mismo, la calidad de ciudadano colombiano se adquiere por el hecho de nacer en el país, sin importar la procedencia de los padres, y quienes se casen en vínculo matrimonial religioso y/o civil con un nacional la obtienen automáticamente también. En el caso de las comunidades indígenas trashumantes se adquiere en marco de la legislación constitucional nacional, y pueden detentar hasta la de otro país, como en el caso de los indígenas Wayuu, que pueden tener la ciudadanía tanto colombiana como venezolana. Y en el caso de los hijos de nacionales en el exterior, sin necesidad de nacer en territorio colombiano la obtienen como cosa heredada de sus progenitores. Así mismo, quienes siendo ciudadanos paraguayos deseen y vivan en Colombia, el obtener la ciudadanía colombiana, o que están casados con un nacional, la obtendrán por un acuerdo internacional, el más longevo en la actualidad, con el citado país, y así mismo, en viceversa, los nacionales colombianos si lo desean, obtendrán la ciudadanía paraguaya en el marco del citado acuerdo, datado en 1870.[cita requerida]